# Ewald Sigismund Tobien
Ewald Sigismund Tobien (* 20. Märzjul. / 1. April 1811greg. in Jakobstadt; † 14. Januarjul. / 26. Januar 1860greg.  in Dorpat) war ein deutsch-baltischer Rechtswissenschaftler.

## Leben

### Herkunft und Familie
Tobiens Eltern waren der Ratsherr und Kaufmann Karl Friedrich Tobien sowie Sophia Gertruda, geb. Harder.
Er war in erster Ehe mit Auguste Reese († 1848) verheiratet. Am 26. August 1849 heiratete Tobien in zweiter Ehe Martha Wegener. Tobien war der Vater von:
- Wilhelm von Tobien (1853–1924), Chemiker[1]
- Alexander Johannes von Tobien (1854–1929), Agrarhistoriker und Statistiker

### Werdegang
Er besuchte die Kreisschule in Jakobstadt und lernte von 1826 bis 1833 auf dem Gouvernement-Gymnasium (Krons-Gymnasium) in Riga. Er studierte 1834 bis 1837 an der Kaiserlichen Universität Dorpat. 1839 wurde Tobien der Dr. jur. der Universität Halle an der Saale verliehen und 1844 der Dr. jur. der Universität St. Petersburg. Bereits in den Jahren 1838 bis 1840 wirkte er in Dorpat als Schriftführer der Schulendirektorate.
1845 bis 1860 lehrte Tobien als Professor des russischen Rechts an der Kaiserlichen Universität Dorpat. 1851 bis 1854 war er Dekan und zudem von 1852 bis 1853 stellvertretender Prorektor der Universität. In den Jahren 1859 bis 1860 führte Tobien die Gelehrte Estnische Gesellschaft als Präsident.